# Cincinnati Masters 2004
Il Cincinnati Masters 2004 (conosciuto anche come Western & Southern Financial Group Masters e Western & Southern Financial Group Women's Open per motivi di sponsorizzazione) 
è stato un torneo di tennis giocato sul cemento. È stata la 103ª edizione del Cincinnati Masters, che fa parte della categoria ATP Masters Series nell'ambito dell'ATP Tour 2004, e della categoria Tier III nell'ambito del WTA Tour 2004. Sia il torneo maschile che quello femminile si sono giocati al Lindner Family Tennis Center di Mason, vicino a Cincinnati in Ohio negli USA, Il torneo maschile si è giocato dal 2 all'8 agosto 2004, quello femminile dal 16 al 22 agosto 2004.

## Campioni

### Singolare maschile
Andre Agassi ha battuto in finale  Lleyton Hewitt con il punteggio di 6–3, 3–6, 6–2

### Singolare femminile
Lindsay Davenport ha battuto in finale  Vera Zvonarëva con il punteggio di 6–3, 6–2

### Doppio maschile
Mark Knowles /  Daniel Nestor hanno battuto in finale  Jonas Björkman /  Todd Woodbridge con il punteggio di 7–6, 6–3

### Doppio femminile
Jill Craybas /  Marlene Weingärtner hanno battuto in finale  Emmanuelle Gagliardi /  Anna-Lena Grönefeld con il punteggio di 7–5, 7–6(2)